# Conón de Naso
Conón de Naso también conocido como San Cono (Naso, 3 de junio de 1139 - 28 de marzo de 1236) fue un abad basiliano en Naso, Sicilia. Es venerado como santo por algunas confesiones cristianas, pero sin embargo es considerado beato por la Iglesia Universal. Su fiesta litúrgica se celebra el 28 de marzo. 

## Hagiografía
Cono nació en Naso, el 3 de junio de 1139, en el joven Reino de Sicilia.
Se dice que Conón hizo una peregrinación a Jerusalén,y mientras viajaba recibió una visión. En ella, vio a un sacerdote conocido por él asfixiado por una serpiente. 
Después de regresar de Tierra Santa, fue directamente a este sacerdote y le contó lo que había visto. El sacerdote a la vez confesó a Conon que estaba recaptando fondos de la iglesia para mantenerla por sus propios medios. Conón entonces persuadió a su sacerdote para cambiar sus métodos.
En otra historia cuenta cómo Conón curó a un niño siciliano de su apoplejía.

## Onomástico y Culto público
En 1571, Naso fue el escenario de una gran hambruna. Los habitantes de la ciudad rezaron a Conón, su patrón. Entonces el sato apareció en un barco donde trajo grano para los vecinos de Naso. 